# Tommy Finney
Tommy Finney (Belfast, 6 novembre 1952) è un ex calciatore nordirlandese, di ruolo centrocampista.

## Carriera
Con la Nazionale nordirlandese ha preso parte ai Mondiali 1982.

## Palmarès

### Club

#### Competizioni nazionali
- Irish League: 1

Crusaders: 1972-1973
- Fourth Division: 1

Cambridge Utd: 1976-1977